# Manuel Belisario Moreno
Manuel Belisario Moreno (n. 18?? - f. 1917) fue un escritor y sacerdote ecuatoriano.

## Trayectoria
Moreno es el autor de la novela Naya o La Chapetona (1900). Es padre de los escultores Daniel Elías y Alfredo Palacio Moreno (1912-1998) y abuelo del expresidente ecuatoriano Alfredo Palacio González.